# 宮崎泰
宮崎 泰（みやざき やすし、1946年 - ）は、日本の実業家。戸田建設株式会社代表取締役専務執行役員、のち顧問。

## 来歴
駒澤大学卒業。戸田建設入社。
2013年4月、専務執行役員建築本部長兼建築営業統轄部長。
2013年6月、代表取締役に就任。2015年3月、建築本部執務（建築本部長兼人財戦略室副室長）専務執行役員。
2015年6月、顧問。